# Goudargues
Goudargues är en kommun i departementet Gard i regionen Occitanien i södra Frankrike. Kommunen ligger i kantonen Pont-Saint-Esprit som tillhör arrondissementet Nîmes. År 2022 hade Goudargues 1 118 invånare.

## Befolkningsutveckling
Antalet invånare i kommunen Goudargues
Referens:INSEE